# Martin Kirketerp
Martin Kirketerp Ibsen (Århus, 13 de julio de 1982) es un deportista danés que compitió en vela en la clase 49er. Participó en los Juegos Olímpicos de Pekín 2008, obteniendo una medalla de oro en la clase 49er (junto con Jonas Warrer).

## Palmarés internacional
| \| Juegos Olímpicos \| Juegos Olímpicos \| Juegos Olímpicos \| Juegos Olímpicos \| \| Año \| Lugar \| Medalla \| Clase \| \| ---------------- \| ---------------- \| ---------------- \| ---------------- \| \| 2008 \| Pekín (China) \| Medalla de oro \| 49er \| |               |                |       |
| Juegos Olímpicos |               |                |       |
| Año | Lugar         | Medalla        | Clase |
| 2008 | Pekín (China) | Medalla de oro | 49er  |